# Eudorylas wahisi
Eudorylas wahisi är en tvåvingeart som beskrevs av De Meyer 1997. Eudorylas wahisi ingår i släktet Eudorylas och familjen ögonflugor. Inga underarter finns listade i Catalogue of Life.